# Charles Le Brun

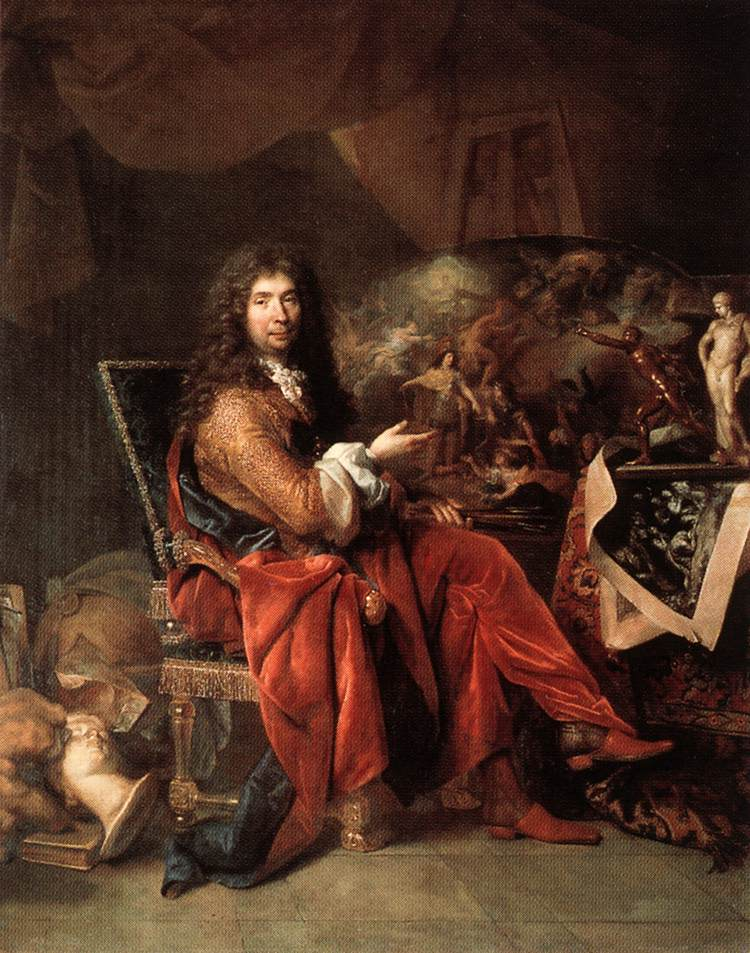
Nicolas de Largillière, portret van Charles Le Brun, ca. 1685, Louvre, Parijs

Charles Le Brun (Parijs, 24 februari 1619 — aldaar, 12 februari 1690) was een barokschilder uit de Franse school. 
Le Brun was in 1648 medeoprichter van Académie royale de peinture et de sculpture en hofschilder van Lodewijk XIV van Frankrijk en in het bijzonder belast met het toezicht op de Gobelinmanufactuur. Hij staat samen met de koning afgebeeld op een wandtapijt, dat het koninklijk bezoek aan de werkplaats vereeuwigt.
In 1668 gaf Le Brun een aantal lezingen aan de academie onder de titel Methode pour apprendre a dessiner les passions waarin hij emoties in een gedetailleerd schema onderbracht. Deze lezingen had hij onderbouwd met het werk van Descartes die had gezegd in zijn werk Les passions de l'âme dat de mens lijkt op een apparaat dat externe prikkels omzet in actie. Passies zijn affecties van de ziel en de ziel regelt de reacties van het lichaam door middel van de pijnappelklier in de hersenen.

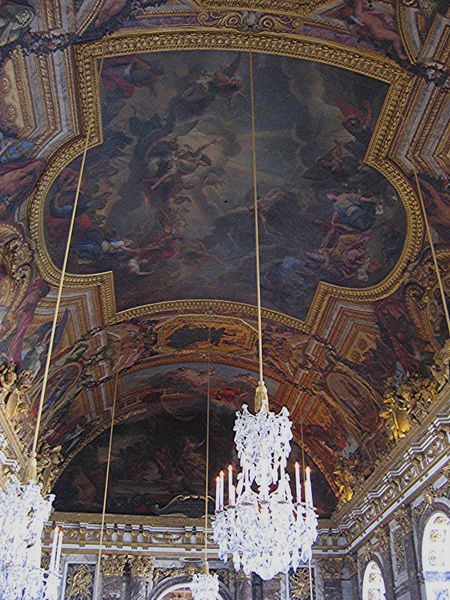
Plafond in de Spiegelzaal, Versailles

Dit schema kon gebruikt worden door kunstenaars. Het was eigenlijk niet zozeer zijn bedoeling emoties overzichtelijk te schematiseren, maar ook om op schilderijen een wereld te kunnen scheppen die eerlijk was, zonder de imperfecties en dubbele emotie die vaak te zien zijn in de echte wereld.
Tussen 1681 en 1684 schilderde Charles Le Brun het plafond van de Spiegelzaal van het Kasteel van Versailles.